# تشريح الملنخوليا
تشريح الملنخوليا (بالإنجليزية: The Anatomy of Melancholy)‏ هو كتاب من تأليف روبرت بيرتون، (الاسم الكامل للكتاب هو: تشريح الكآبة، ما هو عليه: مع كل أنواع والأسباب والأعراض والدلائل وعدة علاجات لها. في ثلاثة مقسمات رئيسية مع أجزائها المختلفة والأعضاء والأقسام الفرعية. فلسفياً وطبياً وتاريخياً. مفتوحاً ومقطوعاً). وقد تم نشر الكتاب للمرة الأولى عام 1621، وأعيد نشره أربعة مرات متتالية خلال سبعة عشر عاماً من إصداره بعد تغييرات وإضافات كبيرة.

## لمحة عامة
طرح بيرتون «تشريح الملنخوليا» بوصفه كتاباً طبياً، وقد طبق بيرتون فيه ما تعلمه من مواضيع متنوعة وكتبه على نهجٍ مدرسي يتمحور حول موضوع الملنخوليا (الذي يتضمن، على سبيل المثال لا الحصر ما يُعرف الآن بالاكتئاب السريري). وبالرغم من طرحه للكتاب على أنه طبي، فإن «تشريح الملنخوليا» هو عمل أدبي فريد يمثل بنفسه نوعاً، كما يمكن اعتباره نصاً علمياً أو فلسفياً، وتناول بيرتون في كتابه أكثر بكثير من موضوعه المعلن. فوظف الكتاب الملنخوليا (السوداء) كعدسة يمكن من خلالها فحص جميع المشاعر والفكر البشري، ويضم تقريباً جميع محتويات مكتبة أوروبية من القرن السابع عشر تم تجميعها بغية هذا الهدف. وهو مؤلف مرجعي وموسوعي في نطاقه التاريخي.
في مقدمة ساخرة لبيرتون، والذي يستعمل اسما مستعارا (الديمقراطي الصغير)، يقول مفسرا سبب كتابته لهذا العمل «انا اكتب عن الملنخوليا حتى اشغل نفسي عن الوقوع في الملنخوليا». لقد كان هذا هو النمط المميز للكاتب حيث يبتعد عن كونه كتابا طبيا أو وثيقة تاريخية من خلال اسلوبه الساخر في الحديث إلى قرائه. من المثير للاهتمام هو ان بيرتون قد ضم عدة مواضيع للحديث عن الملنخوليا، منها الجهاز الهضمي، العفاريت وجغرافيا قارة أمريكا وغيرها. هذا ما جعله كتابا مهما لعدة تخصصات في ان واحد.
في حديث بيرتون عن كتابه، يقول:
«الكآبة (الملنخويا) وهي موضوع حديثنا تظهر اما في التصرف أو في العادة. ففي التصرف، تظهر الكآبة الموقتة وتختفي في كل مناسبة صغيرة من الحزن والحاجة والمرض والمشاكل والخوف والعاطفة أو أي اضطراب في العقل وأي طريقة من الرعاية أو السخط أو الفكر، والذي يسبب الكرب، والجمود والثقل والانزعاج الروحي، وفي أي ما يعكر الفرح والمرح والسعادة، مما يسبب العبوس والكراهية بطريقة غير متزنة يمكننا وصفه بالكآبة»

## مطبوعات
كان بيرتون مؤلفا مهووسا بعمله، حيث نشر خمس طبعات منقحة عن تشريح الكآبة خلال حياته. وبعد وفاته لم تنجُ الكثير من مؤلفاته، لذلك تم استنباط النسخ التي تمت إعادة نشرها من مخطوطاته الأصلية قبل وفاته. تتوفر الطبعات القديمة الآن في نطاق الملكية العامة وهي متوفرة بشكل كامل على شبكة الإنترنت، كما في مشروع غتنبرغ. وقد أدى الاهتمام المتزايد بهذا الكتاب إلى صدور طبعات حديثة كان قد طُبع آخرها عام 2001 عن عام 1932 من مجلة نيويورك تحت كلاسيكيات نيرب. (ISBN 0-940322-66-8).

## وصلات خارجية
- تشريح الملنخوليا على موقع الموسوعة البريطانية (الإنجليزية)
- نسخة عام 1638 على كتب جوجل
- كتاب مجاني: تشريح الملنخوليا على مشروع غوتنبرغ
- قراءة نسخة إلكترونية لكتاب «تشريح الملنخوليا»
- «تشريح الملنخوليا» على PsyPlexus
- «تشريح الملنخوليا» على أرشيف الإنترنت – مسح لنسخة عام 1896